# Duane Martin
Duane Daniel Martin, född 11 augusti 1965 i Brooklyn i New York, är en amerikansk skådespelare. Han spelar bland annat inom TV-branschen, rollen som Robert James i UPN/The CW-sitcomen All of Us (2003–2007), och Ben Baines i polisprocedurserien L.A.'s Finest. Han har också medverkat i ett ex antal filmer, såsom White Men Can't Jump (1992), Above the Rim och Inkwell (båda från 1994), Faculty och Woo (båda från 1998), och Ride or Die (2003).

## Filmografi (i urval)

### Filmer
- 1992 – White Men Can't Jump
- 1994 – Above the Rim
- 1994 – Inkwell
- 1996 – Titta vi dyker
- 1997 – Scream 2
- 1998 – Woo
- 1998 – Faculty
- 1998 – Any Given Sunday
- 1999 – Mutiny (TV-film)
- 2003 – Ride or Die

### TV-serier
- 1993–1995 – Fresh Prince i Bel Air (TV-serie)
- 1997 – Living Single (TV-serie)
- 2000 – Girlfriends (TV-serie)
- 2002 – Omaka systrar (TV-serie)
- 2003–2007 – All of Us (TV-serie)
- 2006 – Ghost Whisperer (TV-serie)
- 2007 – E! True Hollywood Story (TV-serie)
- 2008 – The Game (TV-serie)
- 2017 – The Old Couple (TV-serie)
- 2019–2020 – L.A.'s Finest (TV-serie)
- 2022 – Bel-Air (TV-serie)